# Mahamahopadhyaya
Mahamahopadhyaya (Sanskrit: महामहोपाध्याय, mahāmahopādhyāya „größter der großen Lehrer“) ist ein indischer Ehrentitel, der normalerweise an Sanskrit-Gelehrte verliehen wurde. Während der Kolonialzeit hatten die Träger das Recht am Durbar teilzunehmen, wo sie im Rang hinter den Titular-Rajas standen. Die muslimische Entsprechung ist Shams-ul-Ulama.